# ویرباک
Virbac یک شرکت فرانسوی است که به سلامت حیوانات اختصاص دارد که در Carros، نزدیک نیس واقع شده است. در سال 1968 توسط دامپزشک پیر ریچارد دیک تاسیس شد.
این شرکت ششمین [1] بزرگترین گروه دارویی دامپزشکی با گردش مالی 1247 میلیون یورو در سال 2023 است (59٪ حیوان همراه و 41٪ حیوان تولید کننده غذا). این شرکت یک شرکت محدود با هیئت مدیره بورس اوراق بهادار یورونکست پاریس - بخش A است و بخشی از شاخص مرجع: SBF 120، و SRD، PEA و PEA-PME واجد شرایط است.